# Harmelin-Haus

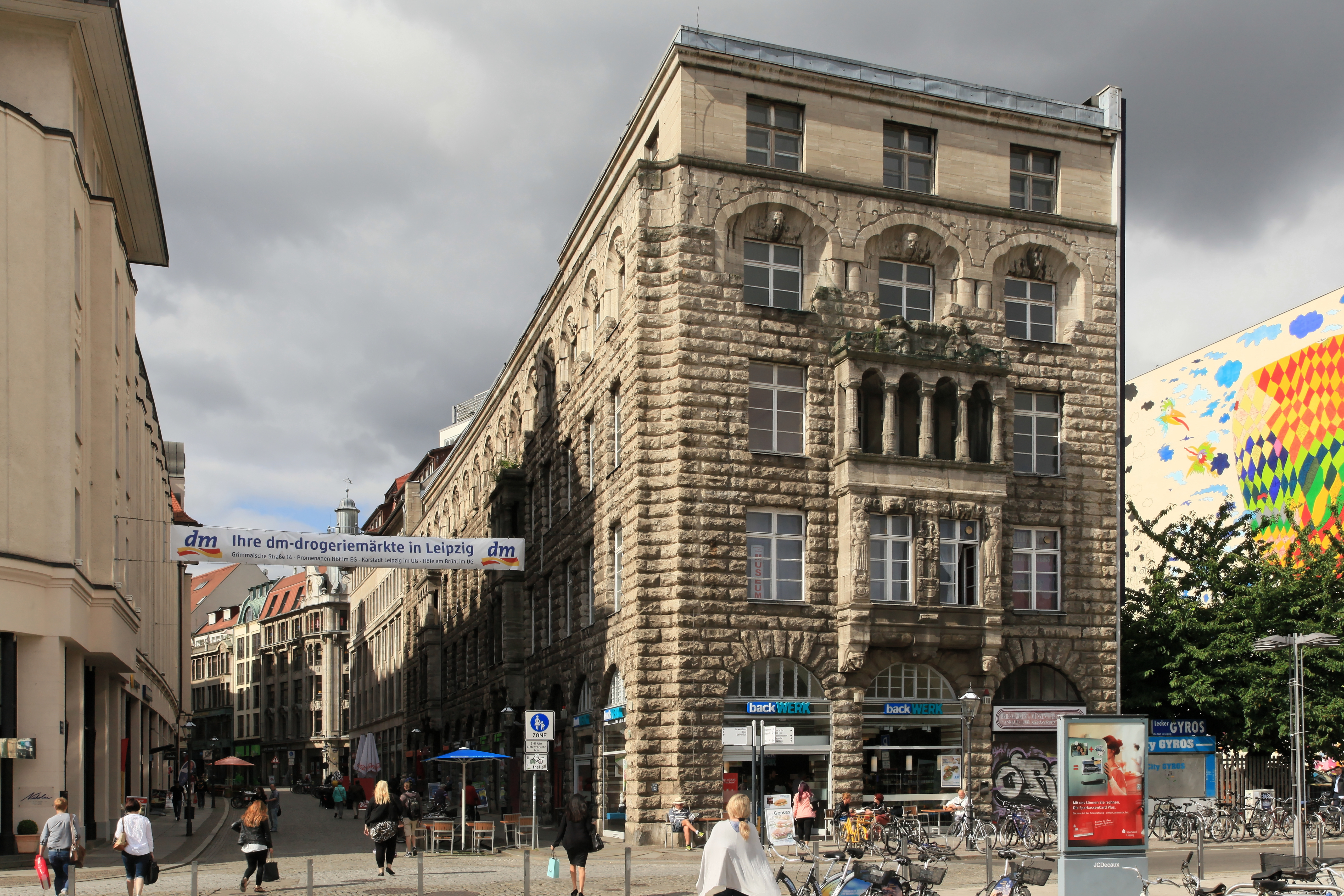
Harmelin-Haus mit aktuellem Flachdach (2015)

Harmelin-Haus mit Originaldach (1915)

Das Harmelin-Haus ist ein Geschäftshaus in Leipzig, Nikolaistraße 57–59, Ecke Richard-Wagner-Straße. Gegenüber dem Hauptbahnhof flankiert es einen der nördlichen Zugänge zur Innenstadt. Es ist benannt nach der ehemaligen Leipziger Pelzwarenhandelsfirma Marcus Harmelin. Das Harmelin-Haus steht unter Denkmalschutz.

## Architektur
Das Harmelin-Haus ist ein 63 Meter langes Gebäude am Nordende der Nikolaistraße mit der Stirnseite zur Richard-Wagner-Straße. Das fünfgeschossige Gebäude mit Flachdach besitzt an der Längsseite siebzehn Fensterachsen und an der Schmalseite drei. Im Erdgeschoss finden sich nur dreizehn, dafür aber größere rundbogige Fenster- und Türöffnungen.

Erker am Haus Nr. 57
Eingang zu Nr. 57

Die an der Ecke gekehlte Kalksteinfassade ist bis in die dritte Etage rustikal gequadert. An der Längsseite treten zwei flache, über die erste und zweite Etage reichende Erker hervor, an der Schmalseite einer. Die glatt gestaltete vierte Etage tritt etwas zurück. Die zu einem Parkplatz hin gerichtete Rückseite trägt eine moderne Glasfassade.
Der bauplastische Schmuck des Gebäudes konzentriert sich auf die dritte Etage und die Erker. Die Fenster der dritten Etage sind durch säulengestützte Rundbogen überspannt, in deren Innerem Reliefs von Männerköpfen angebracht sind. Die Erker haben im zweiten Obergeschoss je fünf Säulen. Darauf rahmen Figuren am nördlichen Erker der Längsseite die Zeichen „MH“ (für Marcus Harmelin) und am südlichen „1913-14“ (für die Bauzeit) ein. Die Erkerfenster im ersten Obergeschoss sind von Reliefs aus Figuren und Ornamenten umgeben.

## Geschichte
1818 wurde der aus Brody in Galizien stammende jüdische Pelzwarenhändler Jacob Harmelin (1770–1825) vor dem Leipziger Stadtrat als einer der ersten jüdischen Makler (Meßmakler) vereidigt. Er hatte seinen Wohnsitz und sein Warenlager im „Blauen Harnisch“ am Brühl (Nr. 71), wo sich auch die Brodyer Synagoge befand. Sein Sohn Marcus Harmelin (1796–1873) gründete 1830 die Firma „Marcus Harmelin Rauchwaren und Borstenkommission Leipzig“. Die Firma entwickelte sich zu einer der führenden dieser Branche. Ihre Blütezeit hatte sie ab 1880 unter Joachim Harmelin (1843–1922) und seinem Sohn Moritz (1868–1923). Diese kauften die Häuser Brühl 47 und Brühl 51. Brühl 47 hatte den Namen Krafts Hof, zu dem als Hinterhaus Richard-Wagner-Straße 8 (damals Parkstraße) gehörte. Ab 1880 hatte die Firma ihren Sitz Brühl 47. Mit dem Bau des Leipziger Hauptbahnhofs wurde die Nikolaistraße über den Brühl hinaus verlängert, und die Harmelins erwarben einen Streifen auf der westlichen Seite.

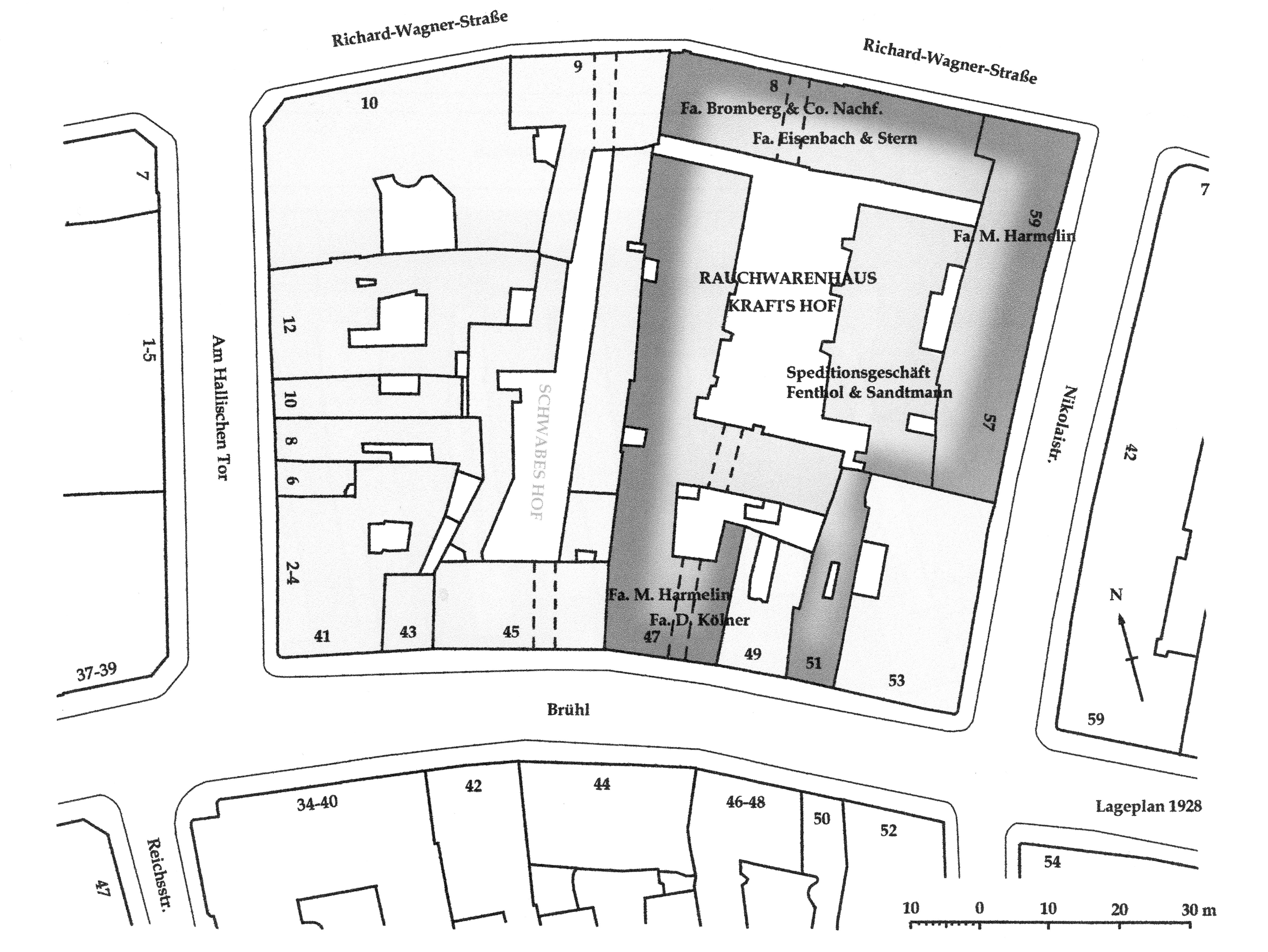
Rauchwarenhaus Krafts Hof 1928
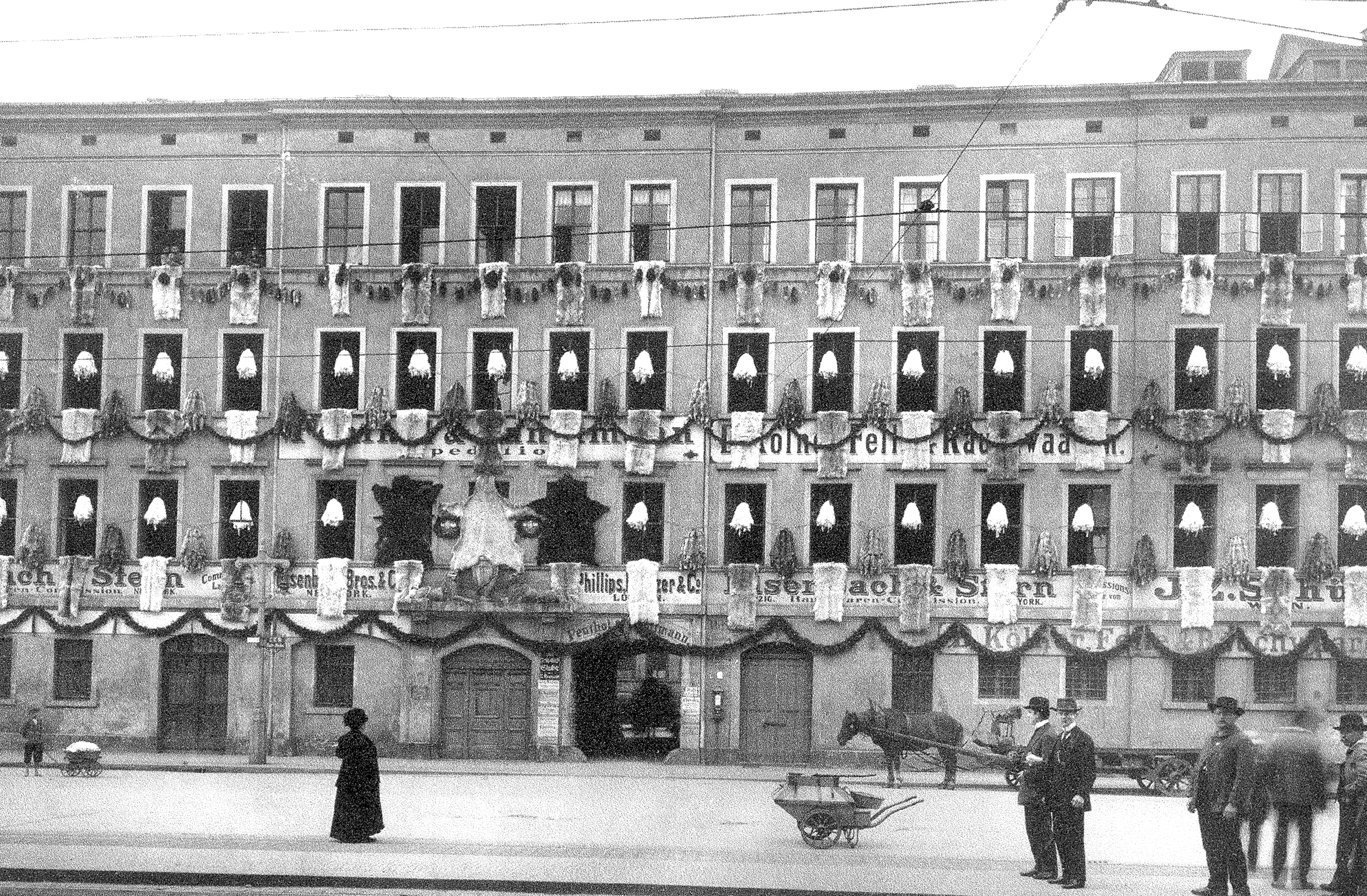
Lagerhaus R.-Wagner-Str., zum Turnfest geschmückt mit Fellen, Fellbündeln und -tafeln, 1913

Hier errichteten sie nach den Plänen des Leipziger Architekten Emil Franz Hänsel (1870–1943) 1913/1914 eben jenen Bau, der heute Harmelin-Haus genannt wird. Hofseitig schlossen sich an ihn Flachbauten an. Es entstand ein großer Hofbereich, entlang dessen nördlicher Seite an der Richard-Wagner-Straße ein großes Lagerhaus stand und ebenso eines an der westlichen Seite. Dieser Hof, Krafts Rauchwarenhof, war der größte der Leipziger Pelzhöfe.
Nach 1933 ging der Rauchwarenhandel durch Importbeschränkungen stark zurück. 1939 wurde die Firma als jüdisches Unternehmen liquidiert. Die Harmelinfamilie musste emigrieren und kam auch teilweise um.
Im Zweiten Weltkrieg erlitt der Hof schwere Schäden. Das Gebäude am Brühl und die Lagerhäuser wurden zerstört. Hier ist noch immer eine durchgehende als Parkplatz genutzte Baulücke.Stand 2018 Das Harmelin-Haus erhielt nach dem Verlust seines gaubengeschmückten Walmdaches ein Flachdach und die gläserne Westfassade.
Auf Initiative der in London lebenden Enkeltochter von Moritz Harmelin entstand 1991 der Plan, die Baulücke zwischen Brühl und Richard-Wagner-Straße durch eine Passage (Harmelin-Passage) zu schließen und so an den früher bestehenden Hofdurchgang zu erinnern. Das Projekt scheiterte am Investor.
2018 verkauften die Harmelinschen Erben das Harmelinhaus samt der angrenzenden Freifläche (Parkplatz) an die Firma S&R, die der Familie Süsskind gehört und derzeit von Yves Süsskind geleitet wird. Auf der Freifläche will die 2009 von Ariel Schiff und Artur Süsskind gegründete Amano Hotel Group ein Design-Hotel im 3-Sterne-Segment neu errichten. Das Harmelinhaus soll saniert, dabei das alte Walmdach wiederhergestellt werden und zusammen mit einem Partner soll auch das Harmelin-Haus zum Hotel umgestaltet werden.
Bis Februar 2020 graben archäologische Wissenschaftler und Helfer auf der knapp 6000 m² großen Baustelle nach mittelalterlichen Spuren. Dabei legten sie unter anderem den Keller der ehemaligen Pelzfirma Harmelin frei.

## Nutzung
Das Erdgeschoss des Harmelin-Hauses ist von Einzelhandelseinrichtungen belegt. Die oberen Etagen enthalten neben Büroräumen unter anderem das Kriminalmuseum des Mittelalters, die Erlebniswelt der AdventureRooms sowie Ausstellungsräume.